# Karácsonyi vásár

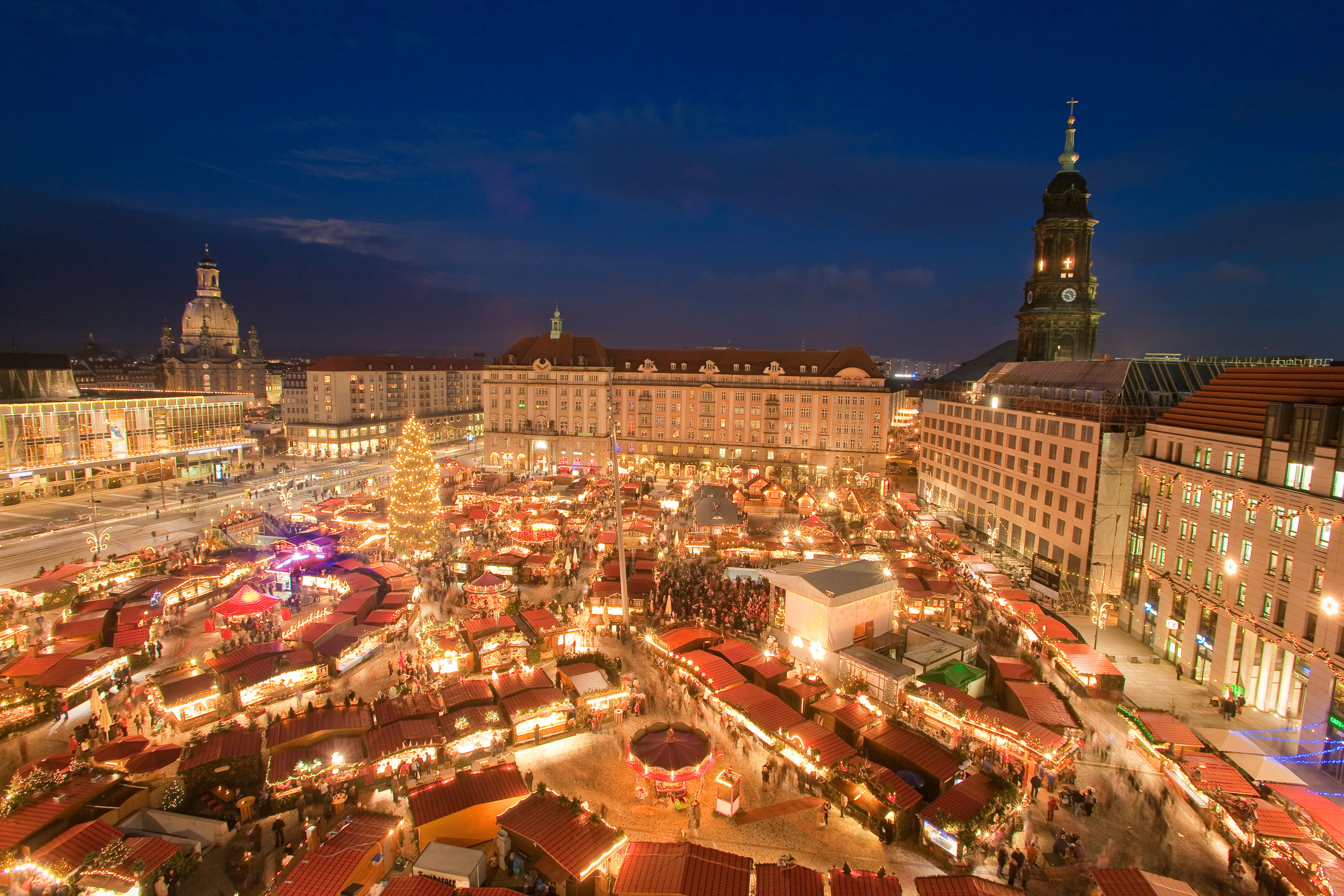
A Striezelmarkt Drezdában, az első karácsonyi vásárként (Christkindlmarkt) számontartott rendezvény színhelye

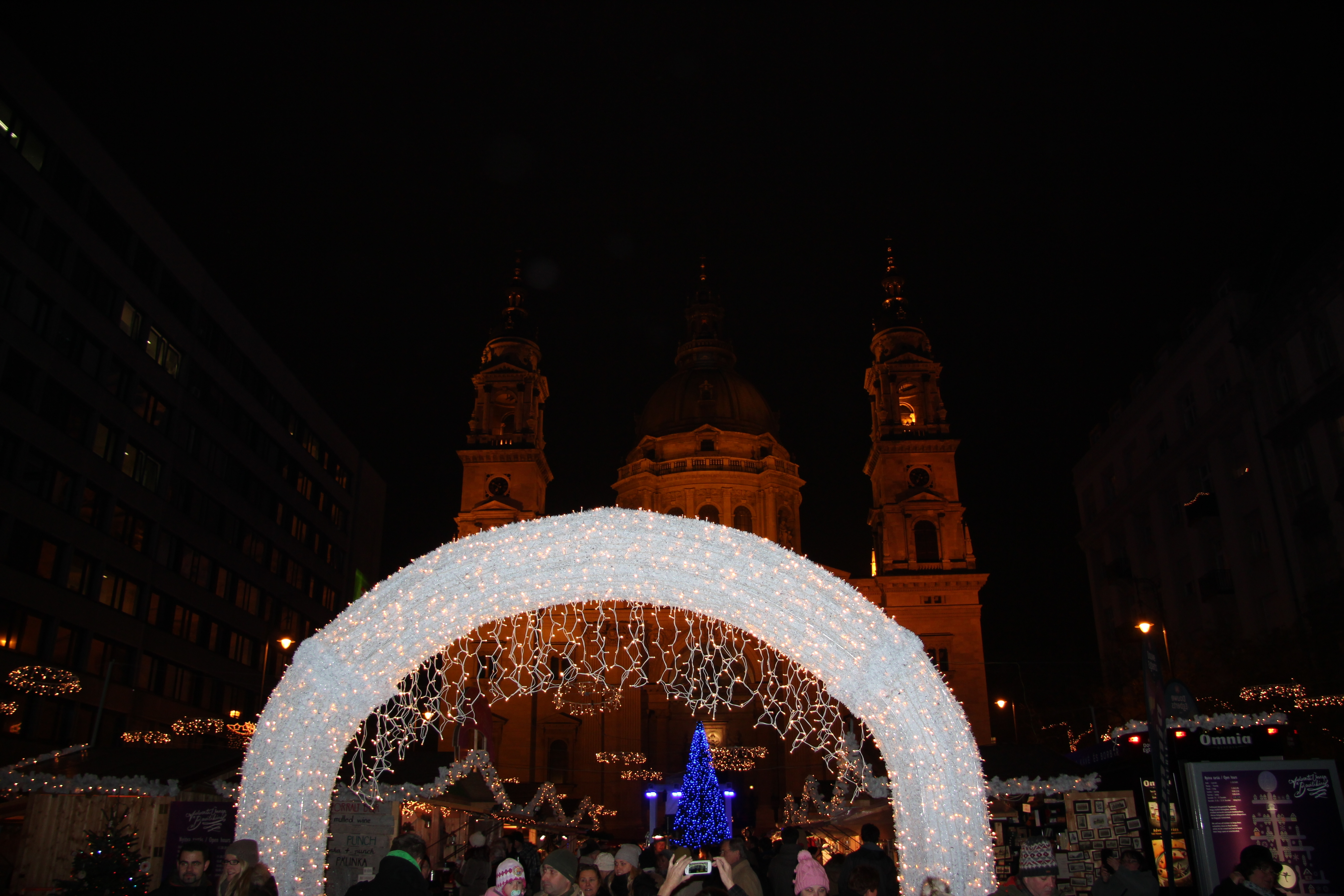
A Szent István-bazilika előtti karácsonyi vásár 2013-ban

A karácsonyi vásárok köztéri vásárok, melyek a karácsony ünnepéhez kapcsolódnak, az advent négy hete alatt tartják meg őket. E vásárok német nyelvterületen jelentek meg először a késő középkorban, de azóta számos más országban meghonosodtak. Németül – különböző nyelvterületeken kisebb írásbeli eltérésekkel – Christkindlmarkt avagy Weihnachtsmarkt néven ismertek.
A drezdai Striezelmarktot 1434-ben tartották meg első ízben, és ezt tekintik az első valódi karácsonyi vásárnak, míg az évszak (szezon) korábbi vásárai „decemberi vásárokként” voltak ismertek. Az ilyen decemberi vásárokra utaló első írásos emlékek a bécsi (1298), müncheni (1310), bautzeni (1384), frankfurti (1393) és milánói vásárokról valók.
Németország, Svájc és Ausztria számos településén az advent kezdete a karácsonyi vásárok kezdetét is jelenti egyben. A délnémet nyelvterületeken Christkindelmarkt (Christlkindelsmarkt) névvel illetik, ami szó szerinti fordításban magyarul: „Krisztusgyermekvásár”. Hagyományosan a település központi terén tartják, ahol ételt-italt és szezonális termékeket árusítanak nyitott bódékból. A rendezvényhez hozzátartozik a hagyományos dalok éneklése és a tánc. A nürnbergi Christkindlesmarkt első éjszakáján – hasonlóan sok más település rendezvényéhez – a vendégsereg üdvözli a Christkindet, a gyermek Jézust előadó helyi gyermeket. A Christkindet gyakran angyalszerű leánygyermekként ábrázolják.
Magyarországon a legismertebb karácsonyi vásár a fővárosban a Szent István-bazilika előtt megtartott Advent Bazilika, mely Európa egyik leglátogatottabb és legkedveltebb karácsonyi vására, egy online szavazáson 2019-ben is 2021-ben is a kontinens legszebb ilyen jellegű rendezvényévé választották. A Szent István téren közel száz kézműves-kiállító várja a látogatókat és a tér közepén korcsolyapályát is kialakítanak számukra.

## Fordítás
- Ez a szócikk részben vagy egészben  a   Christmas market című angol Wikipédia-szócikk ezen változatának fordításán alapul.  Az eredeti cikk szerkesztőit annak laptörténete sorolja fel. Ez a jelzés csupán a megfogalmazás eredetét és a szerzői jogokat jelzi, nem szolgál a cikkben szereplő információk forrásmegjelöléseként.